# Большешадинский сельсовет
Большешадинский сельсовет — муниципальное образование в Мишкинском районе Башкортостана.
Административный центр — деревня Большие Шады.

## История
Согласно Закону о границах, статусе и административных центрах муниципальных образований в Республике Башкортостан имеет статус сельского поселения.
Указ Президиума ВС РБ от 17.12.92 № 6-2/513 "Об образовании Иштыбаевского сельсовета в Мишкинском районе" гласит:

1. Образовать в Мишкинском районе Иштыбаевский сельсовет с административным центром в деревне Иштыбаево.
2. Включить в состав Иштыбаевского сельсовета деревни: Иштыбаево, Карасимово, Юбайкулево, исключив их из состава Большешадинского сельсовета.

3. Установить границу Иштыбаевского и Большешадинского сельсоветов согласно представленной схематической карте.
Закон Республики Башкортостан от 19.11.2008 года № 49-З «Об изменениях в административно-территориальном устройстве Республики Башкортостан в связи с объединением отдельных сельсоветов и передачей населённых пунктов» гласит:

 "Внести следующие изменения в административно-территориальное устройство Республики Башкортостан:
35) по Мишкинскому району:
а) объединить Большешадинский и Иштыбаевский сельсоветы с сохранением наименования "Большешадинский" с административным центром в деревне Большие Шады.
Включить деревни Иштыбаево, Карасимово, Юбайкулево Иштыбаевского сельсовета в состав Большешадинского сельсовета.
Утвердить границы Большешадинского сельсовета согласно представленной схематической карте.
Исключить из учетных данных Иштыбаевский сельсовет;

## Население
| 2002 | 2009  | 2010  | 2012  | 2013  | 2014  | 2015 |
| ---- | ----- | ----- | ----- | ----- | ----- | ---- |
| 1363 | ↘1209 | ↘1140 | ↘1065 | ↘1055 | ↘1022 | ↘967 |
| 2016 | 2017  | 2018  |       |       |       |      |
| ↘943 | ↗945  | ↘903  |       |       |       |      |

## Состав сельского поселения
| № | Населённый пункт | Тип населённого пункта          | Население |
| - | ---------------- | ------------------------------- | --------- |
| 1 | Большие Шады     | деревня, административный центр | ↘533      |
| 2 | Иштыбаево        | деревня                         | ↘295      |
| 3 | Карасимово       | деревня                         | ↘115      |
| 4 | Малые Шады       | деревня                         | ↗91       |
| 5 | Калмазан         | деревня                         | ↗87       |
| 6 | Юбайкулево       | деревня                         | →19       |

## Известные уроженцы
- Аглямов, Нагим Харисламович (род. 15 августа 1932) — новатор в строительстве, монтажник, Герой Социалистического Труда (1977)[17][18].
- Али Карнай (6 января 1904 — 16 июня 1943) — башкирский писатель, журналист, переводчик[19][20].
- Буляков, Флорид Минемуллинович (23 февраля 1948 — 18 января 2015) — башкирский драматург, Народный писатель Башкортостана (1995)[21][22].
- Хамадинуров, Шамиль Шарифьянович (2 сентября 1950 — 14 ноября 2014) — башкирский певец, артист Башкирской филармонии, Народный артист Республики Башкортостан (2013)[23][24].